# Makkōhō
Makkōhō (jap. 真向法) bezeichnet vier Gymnastikübungen, die von Wataru Nagai (1889–1963) entwickelt wurden. Vorrangig außerhalb Japans werden auch sechs Übungen von Shizuto Masunaga so bezeichnet, die dem Shiatsu zuzurechnen sind.
Hō bedeutet dabei „Methode(n); Regel(n)“ und makkō „geradeaus/direkt nach vorne (schauen)“ – hier im physischen wie im psychischen Sinne, d. h. sein Leben „geradlinig zu leben“.

## Makkōhō nach Wataru Nagai
Wataru Nagai (1889–1963) entwickelte nach einem körperlich beeinträchtigenden Hirnschlag mit 42 Jahren vier Übungen um seine Gesundheit zu steigern. Ihm ging es vor allem darum, die Muskeln zu dehnen, die die Beweglichkeit der Hüfte beeinträchtigen können. Er sagt, dass wenn die vier Übungen täglich durchgeführt werden, diese zu einer Besserung bei steifem Nacken, Rückenleiden und schlechter Gesundheit führen würden. Weiterhin soll es die Durchblutung verbessern und Körper und Geist erfrischen. Denn durch eine falsche Beckenhaltung können sich Muskel- und Bandverkürzungen bilden, die dann die Gesundheit beeinträchtigen.

### Die vier Übungen

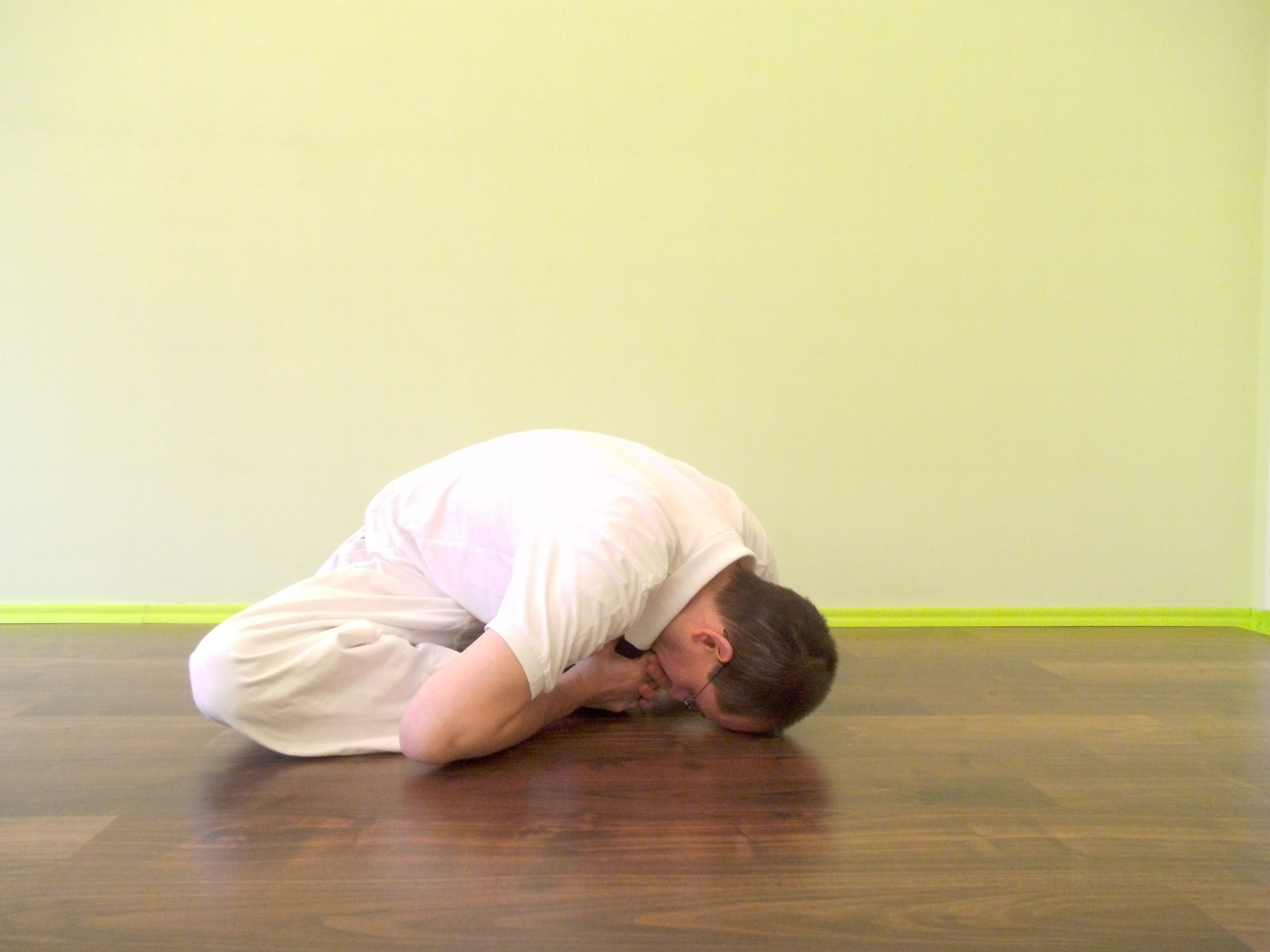
1. Makkōhō-Übung nach Wataru Nagai
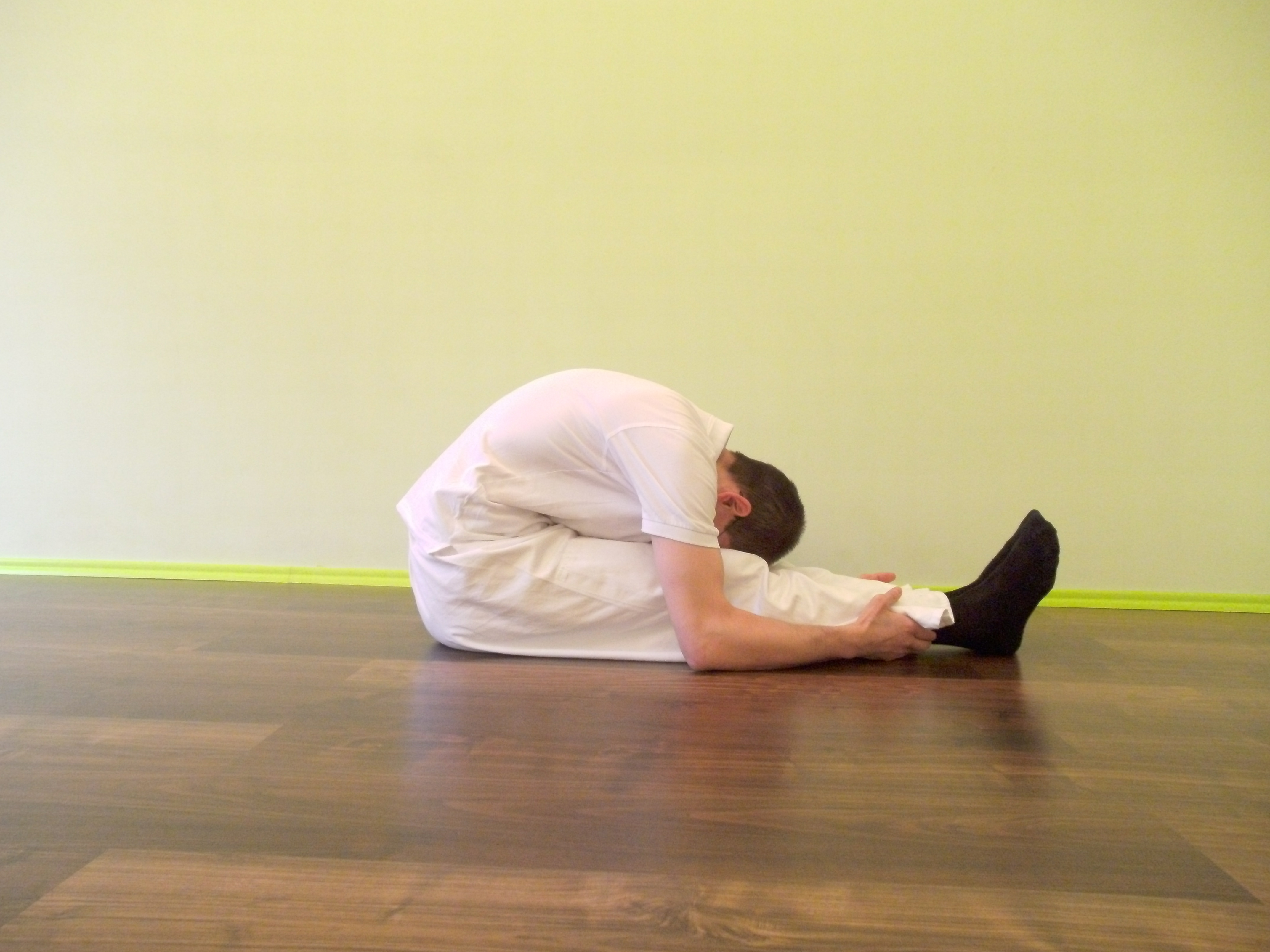
2. Makkōhō-Übung nach Wataru Nagai
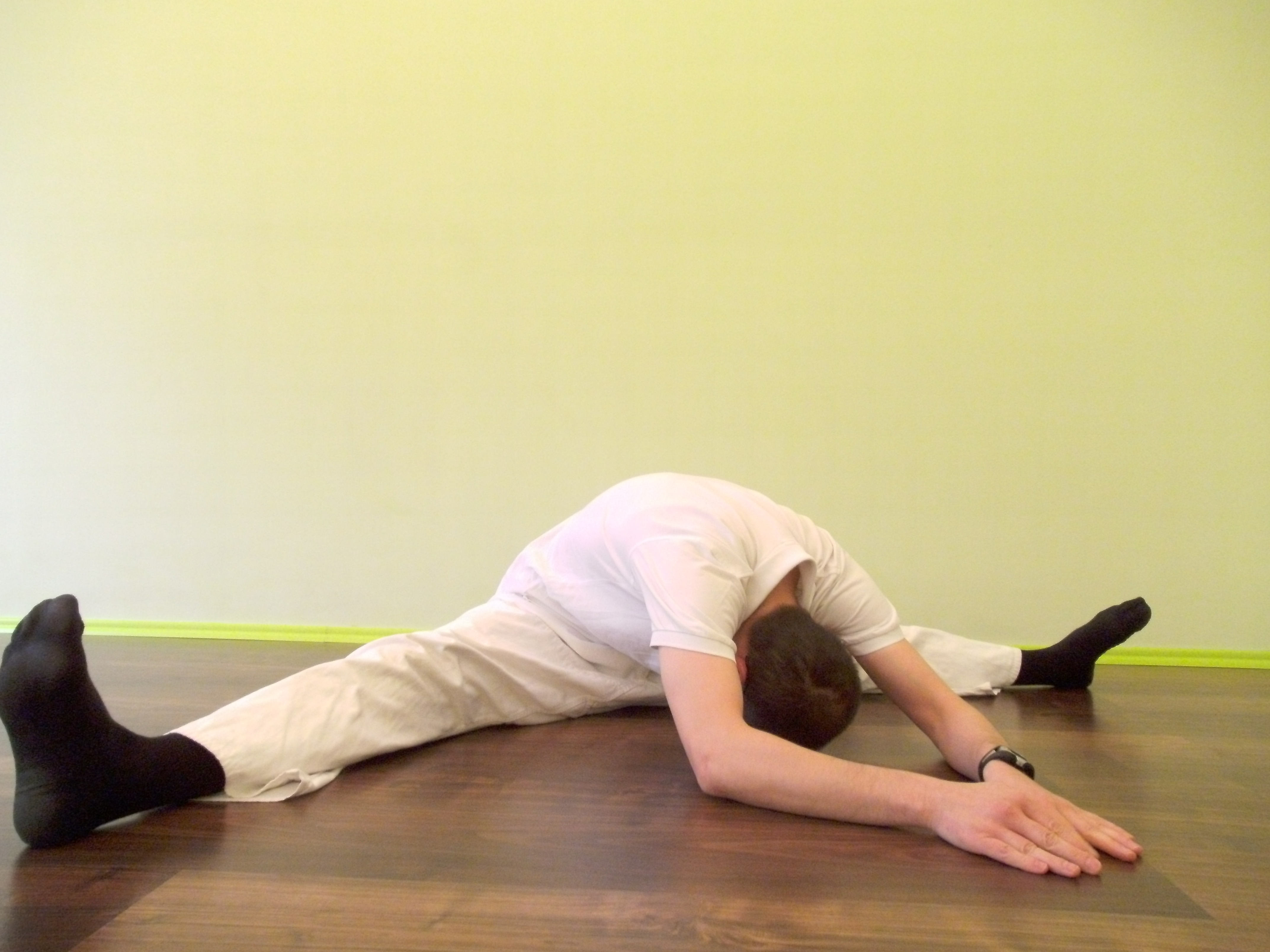
3. Makkōhō-Übung nach Wataru Nagai
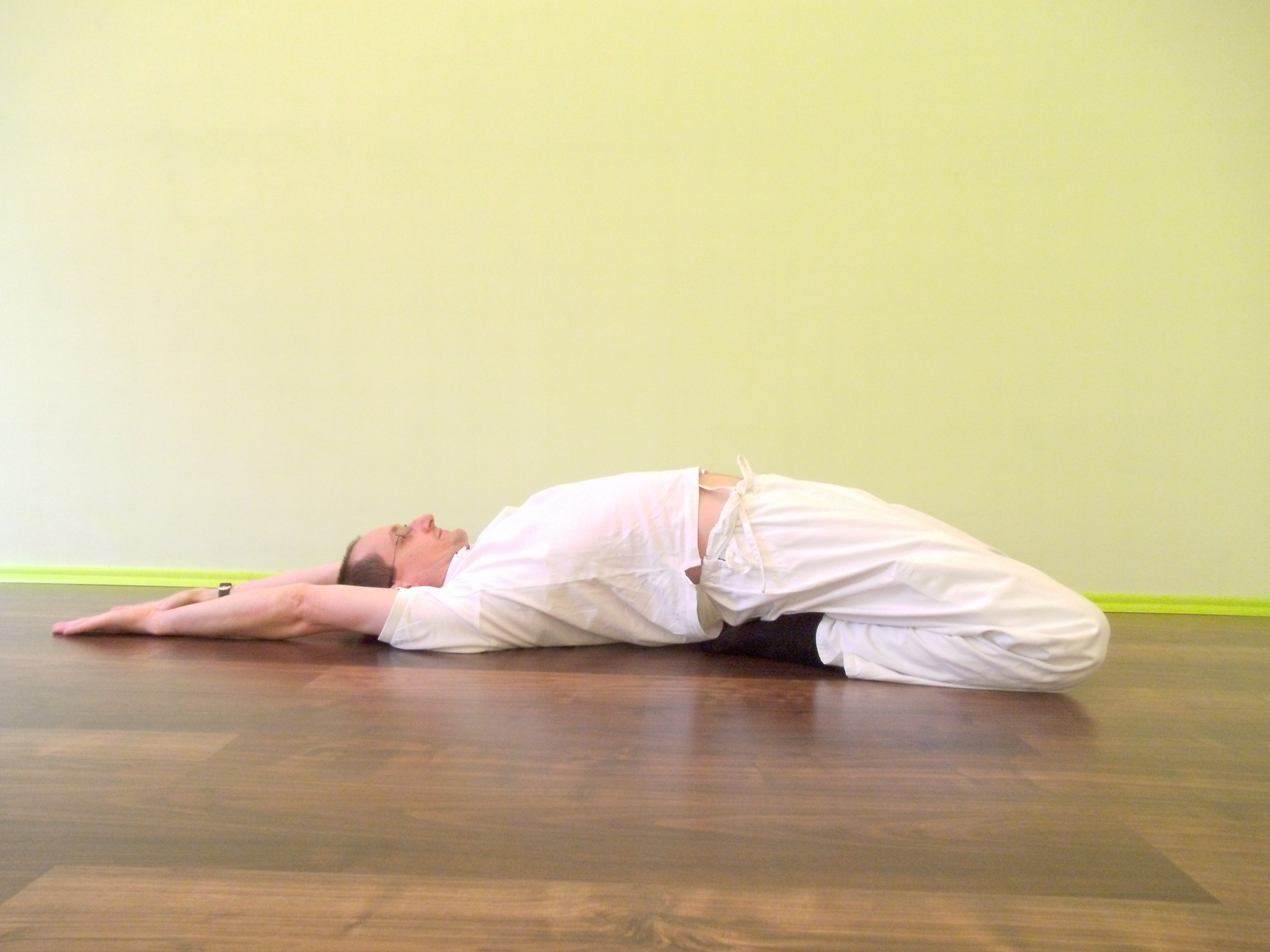
4. Makkōhō-Übung nach Wataru Nagai

## Makkōhō nach Shizuto Masunaga
Es handelt sich um 6 Übungen, die zum Ziel haben, den Energiefluss der Meridiane im Körper zu stimulieren. Jede dieser 6 Übungen behandelt 2 Meridiane, die jeweils einer Wandlungsphase bzw. einem Element zugeordnet sind. Die Übungen wirken ausgleichend auf die Organe des jeweiligen Elementes. Durch die Übung werden  die ausgewählten Meridiane gedehnt, damit die Energie leichter in Fluss kommt beziehungsweise Energieblockaden sich lösen können. Der Yin- und der dazugehörige Yang-Meridian eines Elementes werden bei einer solchen Übung gleichzeitig gedehnt.

### Die sechs Übungen
Masunaga hat die Reihenfolge der 6 Übungen folgendermaßen festgelegt: zuerst das Metall-Element, dann das Erd-Element, das Absolute Feuer-Element, das Wasser-Element, das Ergänzende Feuer-Element und das Holz-Element.
Dem Metall-Element sind die Meridiane der Lunge (Yin) und des Dickdarms (Yang) zugeordnet. Die Lunge hat die Aufgabe, die in Japan als Ki bzw. in China als Qi bezeichnete Energie des Universums aufzunehmen. Der Dickdarm-Meridian hingegen sorgt für die Ausscheidung von nicht mehr Benötigtem bzw. verbrauchter Energie, damit Raum für Neues geschaffen wird.

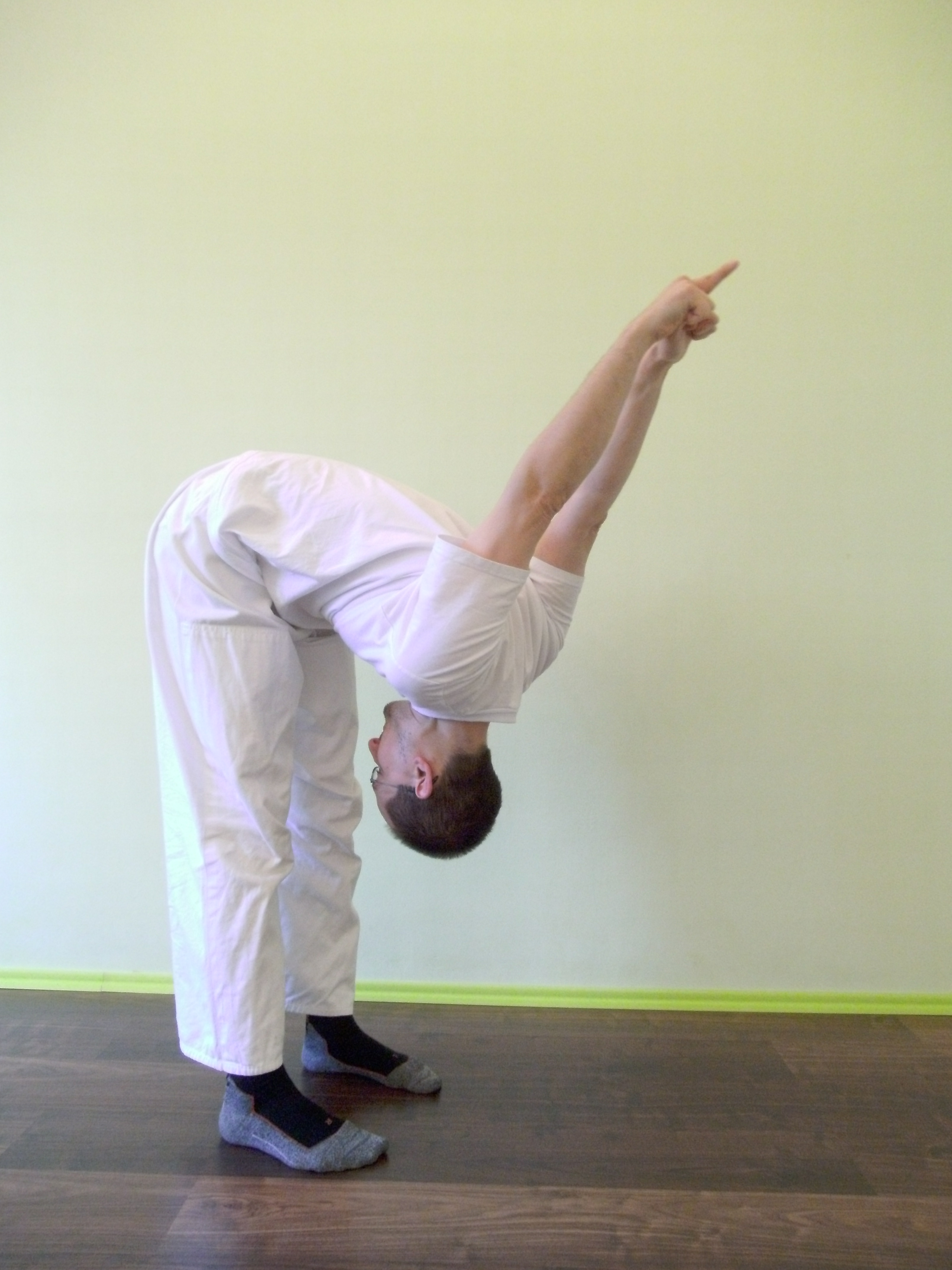
Makko Ho Übung für Lungen- und Dickdarm-Meridian.

Im Erd-Element findet sich der Magen- (Yang) und der Milzmeridian (Yin).
|  |  |

Das Feuer-Element unterteilt sich in einmal das Absolute Feuer und einmal das Ergänzende Feuer. Hier ist nun die Übung für das Absolute Feuer-Element mit den Meridianen Herz (Yin) und Dünndarm (Yang).
|  |  |

Das Wasser-Element wird durch die Meridiane Blase (Yang) und Niere (Yin) vertreten.
|  |  |

Der Herz-Kreislauf- oder Perikard-Meridian und der Dreifache-Erwärmer-Meridian gehören zum Ergänzenden Feuer-Element.
|  |  |

Zu guter Letzt kommt noch das Holz-Element dran, das durch die Meridiane Gallenblase (Yang) und Leber (Yin) vertreten wird.
|  |  |

### Diagnose mitMakko Ho
Masunaga verwendete u. a. die Makko Ho Übungen für eine vereinfachte Meridian-Diagnose, indem er die 6 Makko Ho Übungen mit dem Behandelten durchmachte und beobachtete, welche der Übungen dem Behandelten besonders schwerfielen und welche besonders angenehm waren. Das kann ein Hinweis auf stagnierende Meridian-Energie sein. Er erstellte daraus ein Behandlungskonzept.